# 屏東県公共自転車
屏東県公共自転車（繁体字中国語: 屏東公共自行車租賃網、英語: PINGTUNG PUBLIC BIKE）は屏東県内のレンタサイクル。呼称としてはPbikeなどがある。2014年12月4日に開業を迎えた。

## 歴史
- 2014年4月10日：高雄捷運公司が建設工程を総額2750万台湾ドルで落札。一年間経営権獲得。
- 2014年5月9日：建造工事開始。[3]
- 2014年12月4日：運営開始。
- 2015年1月3日：使用率が予想以上高かった。拡充計画策定中。[4]
- 2023年2月1日：YouBike2.0系統運営開始。